# Emma Hørup
Emma Hørup, född Holmsted 1836, död 1923, var en dansk lärare. Hon var den första kvinnliga läraren med lärarexamen i Danmark (vid Den højere Dannelsesanstalt for Damer), och den första skolinspektören.